# Bogatynia
Bogatynia (in tedesco Reichenau) è una città della Polonia, del voivodato della Bassa Slesia, nel distretto di Zgorzelec. Si trova nella Polonia sud-occidentale, vicino al punto di triplice frontiera tra Repubblica Ceca, Germania e Polonia. Nel 2006 aveva 19 068 abitanti.
La città è una delle città polacche con la più alta ricchezza pro capite, a causa delle due attività principali: la miniera di lignite (Kopalnia Węgla Brunatnego Turów) e la stazione energetica termica associata (Elektrownia Turów).